# Yaowarat Road

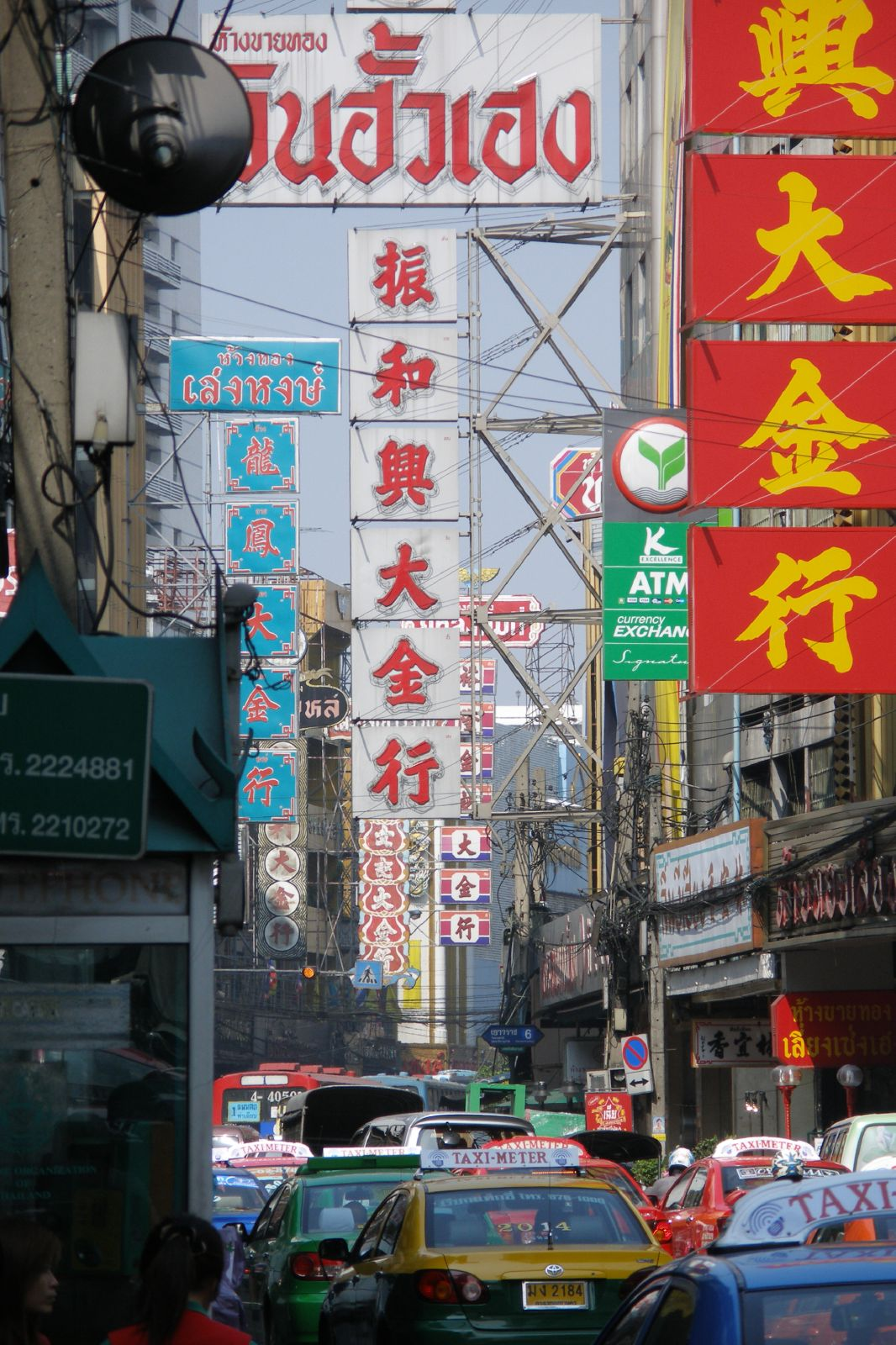
Yaowarat Road za dnia.

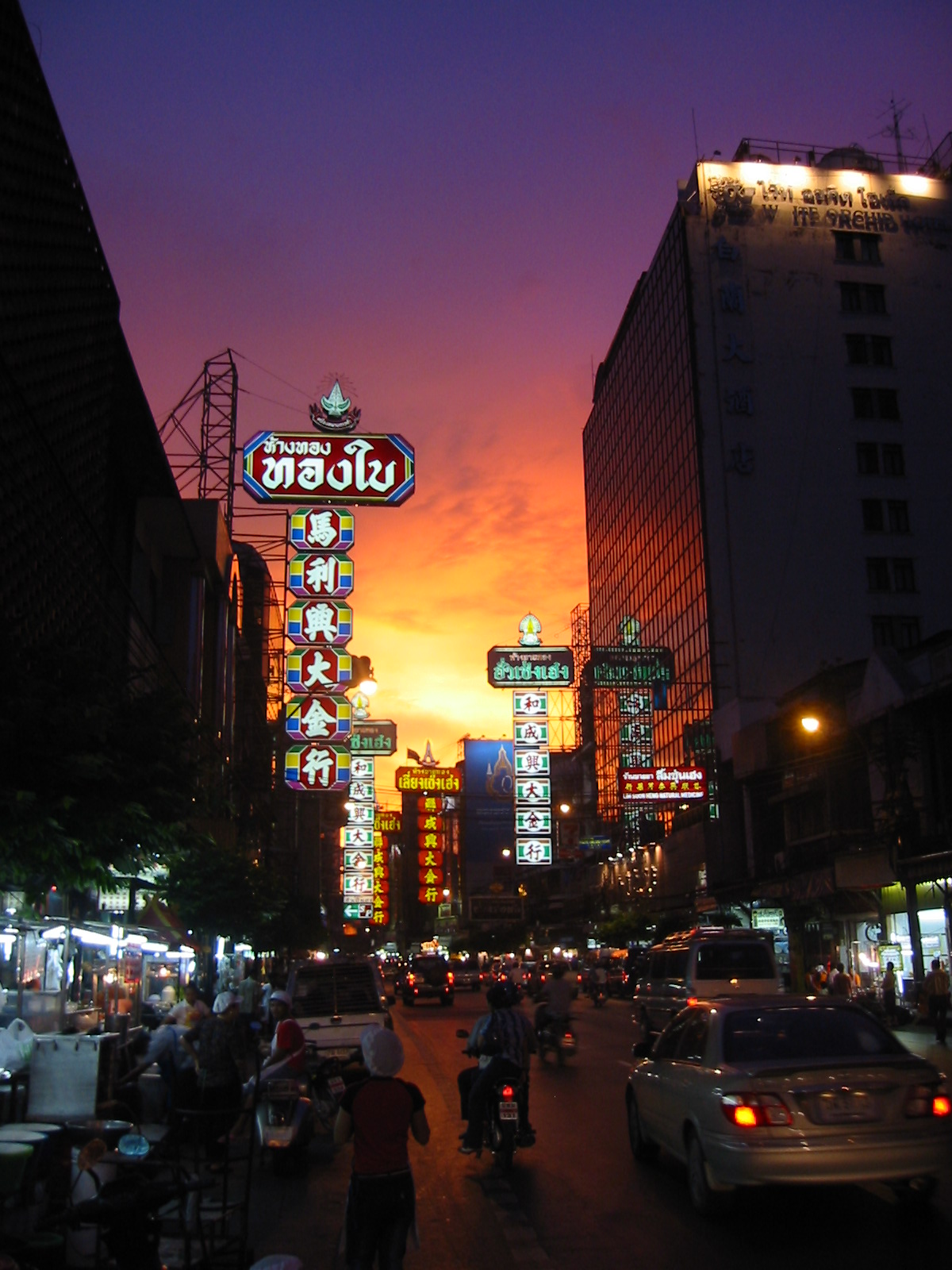
Yaowarat Road nocą.

Yaowarat Road – ulica w Bangkoku gdzie znajduje się Chinatown w dzielnicy Samphanthawong, stare centrum biznesowym pokrywającym znaczny obszar dookoła Yaowarat i Charoen Krung Roads. Znajduje się tam dużo małych uliczek i alejek, przy których znajduje się ogromna liczba sklepików i straganów sprzedających wszelkie dobra. Około 200 lat temu było to główne centrum handlu chińskich imigrantów.

## Historia
Chinatown znajduje się w jednym z najstarszych obszarów Bangkoku. Zostało założone przez chińskich handlowców którzy przybyli aby handlować z Tajlandczykami w latach 1700. Chinatown nie składa się tylko z Yaowarat Road, ale także z Charoen Krung Road, Mungkorn Road, Songwat Road, Songsawat Road, Chakkrawat Road oraz kilku innych. Yaowarat Road znajduje się w centrum Chinatown. Turyści znajdą tu sklepy jubilerskie, odzieżowe, papiernicze, z pamiątkami, z rzeczami używanymi, elektroniczne, komputerowe, z antykami, dla muzyków, oraz z lokalnymi przysmakami. W 2006 roku ulica obchodziła 114 rocznicę założenia.
Grunty dookoła Yaowarat Road są obecnie najdroższymi w Tajlandii.